# Kazimira Prunskienė
Kazimira Danutė Prunskienė (* 26. února 1943) je litevská politička. V roce 1990 byla premiérkou Litvy, první po získání nezávislosti země.

## Život a politická kariéra
Vystudovala ekonomii na Vilniuské univerzitě. Roku 1980 vstoupila do Komunistické strany Litvy. V letech 1981–1986 pracovala v západním Německu. Roku 1988 pomáhala zakládat reformní hnutí Sąjūdis, které sehrálo klíčovou roli v získání nezávislosti Litvy. Byla zvolena premiérkou a jejím hlavním úkolem bylo dohodnout s prezidentem rozpadajícího se Sovětského svazu Michailem Gorbačovem zrušení obchodního embarga, kterým se pokoušel udržet Litvu v SSSR. Po devíti měsících rezignovala a přesunula na pozici ministryně zemědělství. Byla předsedkyní Národní zemědělské strany. V roce 2004 neúspěšně kandidovala na prezidentku; skončila druhá, za vítězem Valdasem Adamkusem.

## Vyznamenání
- velkokříž Řádu litevského velkoknížete Gediminase – Litva, 2000[1]
- Medaile nezávislosti – Litva, 2000[1]
- velký záslužný kříž s hvězdou Záslužného řádu Spolkové republiky Německo – Německo, 2001
- velkodůstojník Řádu za zásluhy – Portugalsko, 29. května 2003[2]